# Карденас, Ласаро
Ла́саро Ка́рденас дель Ри́о (исп. Lázaro Cárdenas del Río; 21 мая 1895, Хикильпан-де-Хуарес, штат Мичоакан, Мексика, — 19 октября 1970 (75 лет), Мехико, Мексика) — мексиканский политический деятель, генерал периода Мексиканской революции (1910—1917) и президент Мексики (1934—1940). Представитель Мексиканской революционной партии. Проводил левореформистский курс: активизировал проведение аграрной реформы, укрепил трудовое законодательство и полномочия профсоюзов, гарантировал права женщин и всеобщее избирательное право, развивал общедоступное образование и боролся с неграмотностью, национализировал нефтяные и железнодорожные компании.

## Биография
Карденас родился 21 мая 1895 года в городе Хикильпан-де-Хуарес (штат Мичоакан) в небогатой семье лавочника. Имел только начальное образование, занимаясь самообразованием, когда был подмастерьем в типографии. Во время Мексиканской революции он был мобилизован в федеральную армию реакционного президента Уэрты в феврале 1913 года после Трагической декады, но дезертировал оттуда и примкнул к сапатистам, у которых служил капитаном и казначеем. Позднее Карденас перебрался на север, где служил в частях Альваро Обрегона, затем в Северной дивизии Панчо Вильи, а после его разгрома в 1915 году примкнул к войскам конституционалистов, где воевал под началом Плутарко Кальеса. В 1928 году получил звание дивизионного генерала.
В 1928 году Ласаро Карденас был назначен губернатором штата Мичоакан, где проявил себя как союзник рабочих и профсоюзных движений. В 1930—1931 годах возглавлял исполком правящей Национально-революционной партии. В 1931 году назначен министром внутренних дел, а в 1933 году — военным министром. В 1934 году при поддержке Кальеса выдвинулся в президенты Мексики. Придя к власти, он выслал из страны её прежнего «теневого правителя» Кальеса, который ошибочно рассчитывал, что Карденас будет его марионеткой.
После окончания президентского срока Карденас вышел в отставку в 1940 году и с 1942 года занимал пост министра национальной обороны Мексики в кабинете Авилы Камачо. В 1945 году он вышел на пенсию. С конца 1940-х годов был главной фигурой Институционно-революционной партии (название НРП с 1946 года).
После ухода из политики вёл скромную жизнь. В 1961 году Карденас был избран председателем Всемирного совета мира. Входил в основанный Бертраном Расселом Международный трибунал по расследованию военных преступлений во Вьетнаме. Умер 19 октября 1970 года от рака.
Лауреат Международной Сталинской премии «За укрепление мира между народами» 1955 года.
Карденас был женат на Амалии Солорсано. Их сын, Куаутемок Карденас, также стал известным левым политиком, он занимал должность мэра Мехико и основал Революционно-демократическую партию, одну из ведущих политических сил в стране.

## Реформы

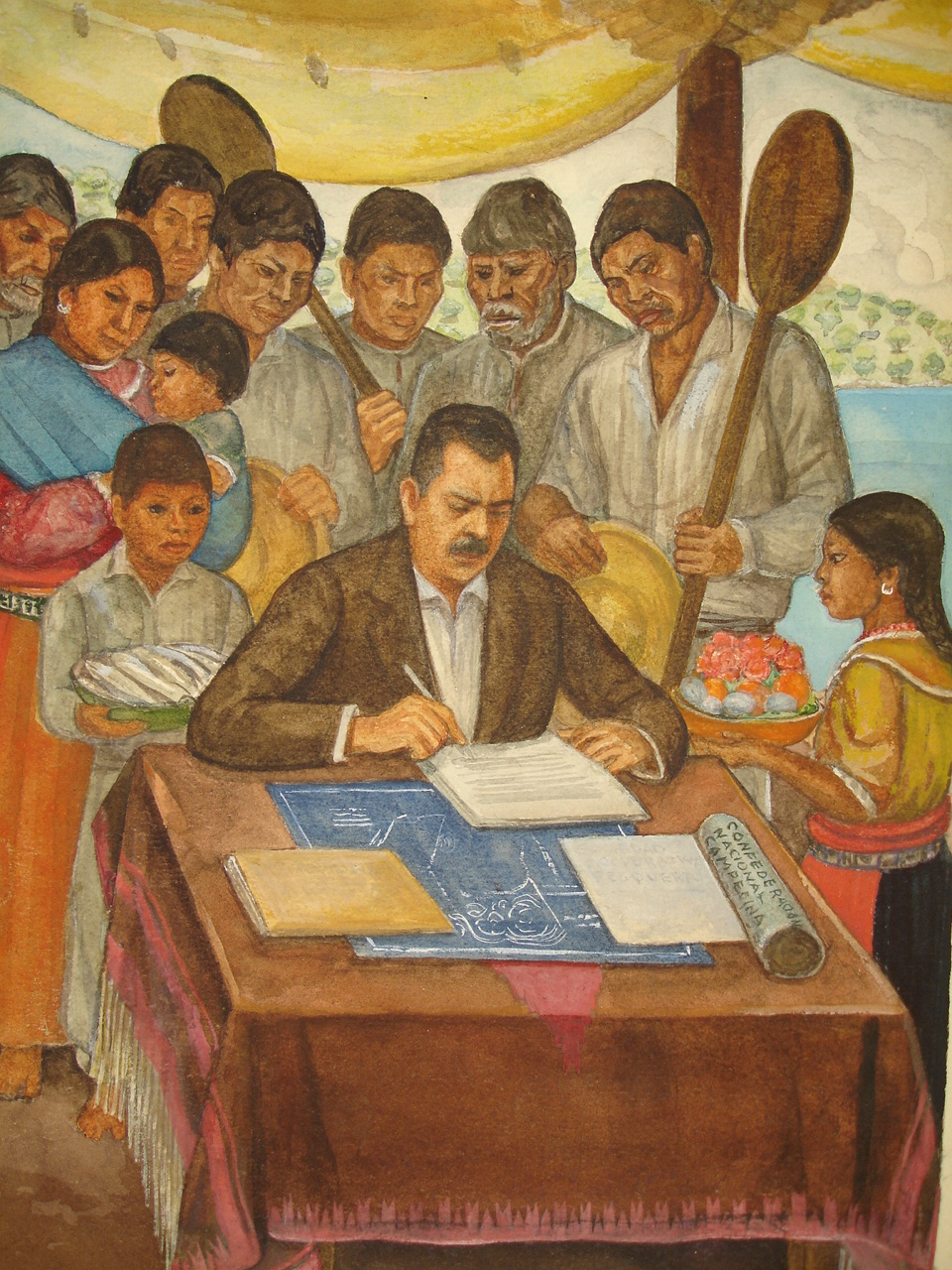
Ласаро Карденас и крестьяне. Мураль в Хикильпан-де-Хуаресе.

Правительство Карденаса развернуло широкую реформистскую кампанию. Было организовано проведение аграрной реформы. С 1934 по 1940 год крестьянам-общинникам было передано 18,4 млн га земли. Доля общинников среди сельскохозяйственного населения увеличилась с 15,5 % в 1930 году до 41,8 % в 1940 году. Доля общин («эхидо») в пахотных землях выросла с 13,3 % до 47,4 %. Улучшилось качество предоставляемых общинам земель: в 1930 году эхидо владели 13,1 % орошаемых территорий, а в 1940 году — 57,3 %. Поощрялись крестьянские общины, где земля и техника использовались коллективно. Однако несмотря на то, что поощрялись кооперативно-общинные формы хозяйствования, с вовлечением общин в рыночные отношения в них усиливалось расслоение крестьянства.
Трудящиеся добились повышения заработной платы, установление в ряде отраслей 40-часовой недели, закрепления системы коллективных договоров. При содействии Карденаса в 1936 году был создан крупнейший профсоюзный центр — Конфедерация трудящихся Мексики, который при его президентстве возглавлял марксист Висенте Ломбардо Толедано, после которого бессменным лидером КТМ на протяжении пяти десятилетий с 1941 года был Фидель Веласкес Санчес. КТМ поддерживала правительство в антиимпериалистических и аграрных преобразованиях, антиреакционной и антифашистской политике и в идее создания в будущем бесклассового общества. Количество членов КТМ к 1940 году выросло с 200 тысяч на момент создания до 1,5 млн человек.
В целях ограничения деятельности иностранных монополий в октябре 1936 года был принят закон, предоставлявший правительству возможность национализировать собственность иностранных компаний. В 1937 году были частично национализированы железные дороги. Они передавались в управление рабочей администрации профсоюза железнодорожников.
Следуя положению Конституции Мексики 1917 года о том, что все недра страны принадлежат государству, Карденас провёл национализацию собственности иностранных нефтяных компаний. 18 марта 1938 года он приступил к экспроприации их собственности, что привело к обострению отношений с США и Великобританией. Дипломатические отношения с Великобританией были разорваны. В ходе национализации была создана государственная нефтяная компания «Пемекс», превратившая Мексику в пятого по величине экспортера нефти в мире.
Карденас предпринимал решительные шаги в отношении ликвидации массовой неграмотности, особенно среди индейцев. Выросло число школ, технических училищ, был создан рабочий университет (Национальный политехнический институт).
Внешняя политика Карденаса была направлена на обеспечение национального суверенитета. В свете ухудшения отношений с США и Великобританией Мексика наладила экономические связи с Германией, Италией и Японией. Однако она осуждала фашизм, и после начала итальянской агрессии против Эфиопии на торговлю с Италией было наложено эмбарго. При Карденасе Мексика оказывала помощь испанским революционерам, а в 1939 году в Мексике укрылось значительное число потерпевших поражение испанских республиканцев. В 1937 году, вопреки протестам союзникам президента из коммунистической партии, по личному приглашению Карденаса в Мексику прибыл политический изганник Лев Троцкий.

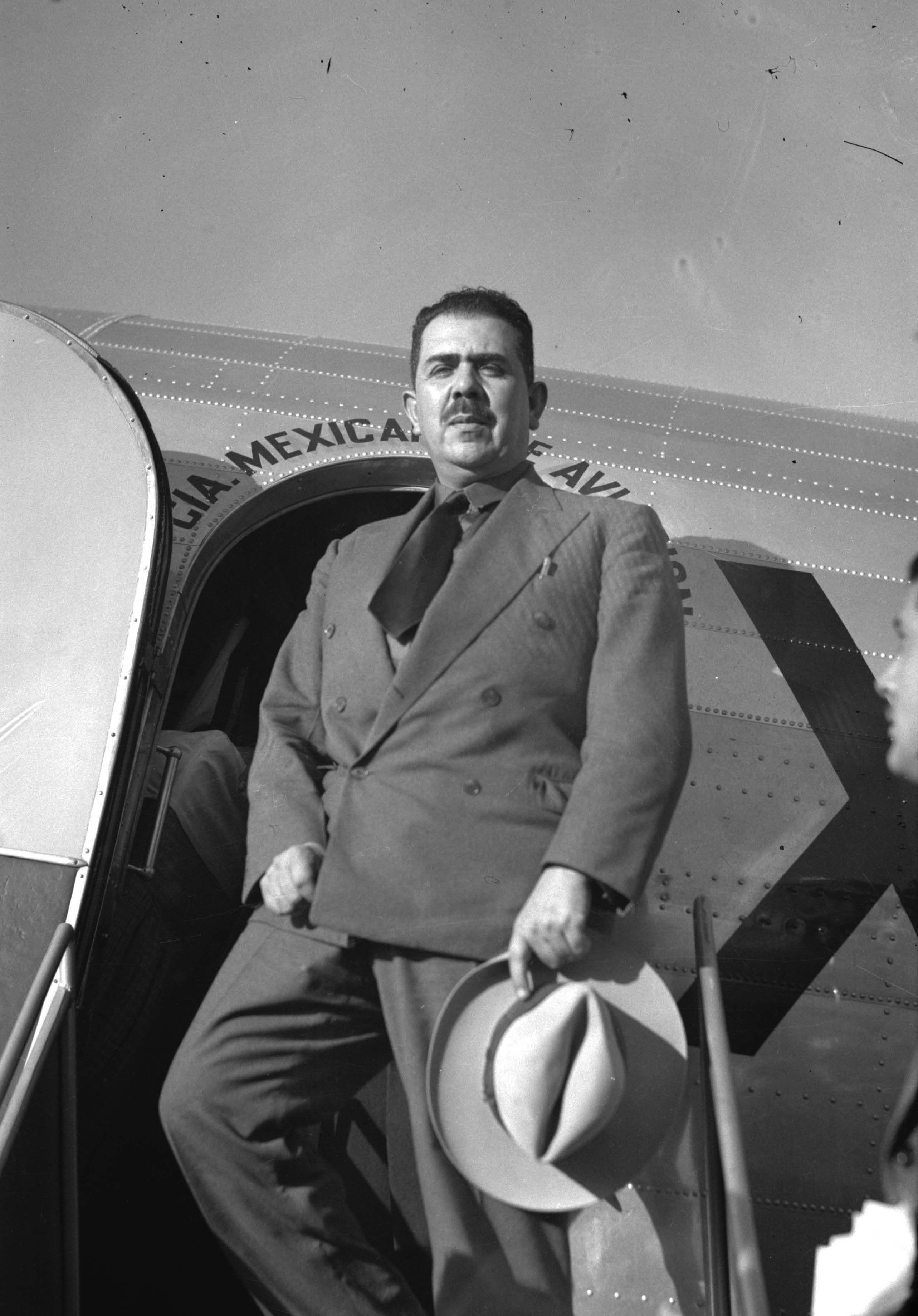
Ласаро Карденас на трапе самолёта, 1937 год.

В марте 1938 года Карденас и его сторонники объявили о преобразовании Национально-революционной партии в Партию мексиканской революции (ПМР). В ПМР вошли различные общественные организации: Конфедерация трудящихся Мексики, Национальная крестьянская конфедерация и др. Численность ПМР к 1940 году насчитывала 4 млн человек. Программа партии предполагала дальнейшее развитие преобразований, в том числе «подготовку народа к утверждению рабочей демократии и установлению социалистического строя». Таким образом создавался народный фронт с участием рабочих, крестьян, средних слоев, мелкой и средней буржуазии в рамках единой массовой правительственной партии.
Карденас и его сторонники стремились подготовить страну к социализму. Но подрыв позиций помещиков и иностранного капитала создавал условия для развития капитала местного. Патерналистские методы руководства облегчили приобщение к политике широких слоев населения, но они не были готовы к самостоятельным действиям. После истечения президентского срока Карденаса ему не нашлось адекватной замены и демократический преобразовательный процесс был приостановлен, а инициатива перешла к буржуазно-реформистским силам.
Тем не менее были обеспечены условия для ускорения капиталистического прогресса, была ослаблена зависимость от иностранного капитала, укрепился мексиканский суверенитет и улучшилось положение народных масс.